# 布瓦达尔西
布瓦达尔西（法語：Bois d'Arcy，法語發音：[bwa daʁsi]）是法国伊夫林省的一个市镇，位于该省东部，属于凡尔赛区。同名市镇在法国约讷省亦有出现。

## 地理
布瓦达尔西（48°48'5"N, 2°1'54"E）面积5.48 平方千米，位于法国法蘭西島大區伊夫林省，该省份为法国北部内陆省份，北起瓦兹河谷省，西接厄尔省，西南接厄尔-卢瓦省，东南接埃松省，东临上塞纳省。
与布瓦达尔西接壤的市镇（或旧市镇、城区）包括：蒙蒂尼勒布勒托讷、莱克莱苏布瓦、丰特奈勒弗勒里、圣西尔莱科勒、维勒普勒。

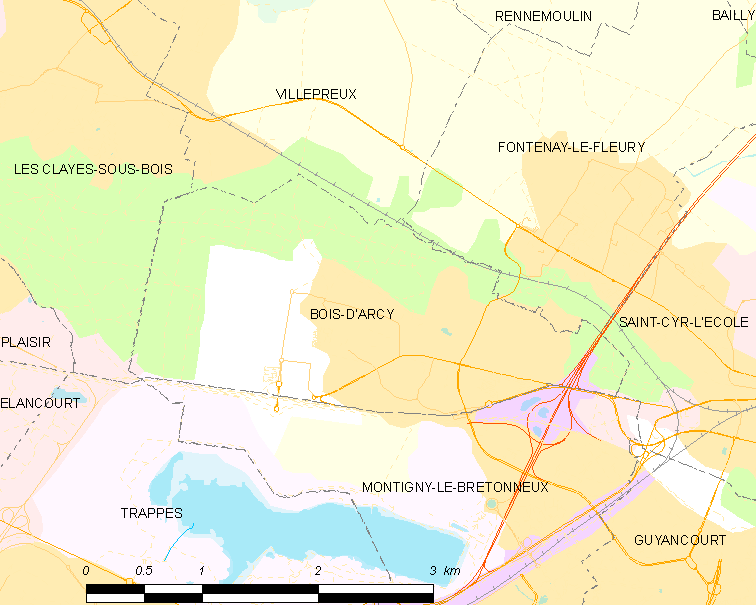
布瓦达尔西的OSM定位图

布瓦达尔西的时区为UTC+01:00、UTC+02:00（夏令时）。

## 行政
布瓦达尔西的邮政编码为78390，INSEE市镇编码为78073。

## 政治
布瓦达尔西所属的省级选区为圣西尔莱科勒县。

## 人口

1962-2008年间布瓦达尔西人口变化图示

布瓦达尔西于2022年1月1日时的人口数量为16225人。

## 友好城市
德国 米谢尔恩